# Тартакай
Тартакай — річка в Україні, в межах Березівського району Одеської області та Веселинівського району Миколаївської області. Ліва притока Тилігулу (басейн Чорного моря). 

## Опис
Довжина бл. 21 км (в межах Одеської області — 9,7 км). Долина вузька, глибока, порізана балками і ярами. Річище слабозвивісте, влітку пересихає. Споруджено кілька ставків. Тартакаївський ставок (с. Роздол) без води з початку 2000-х р.р. Нижче нього в межах с. Роздол (стара назва Тартакай (Картакай)) тече річка Тартакай (або Тартакайка), далі тече по Березівці і впадає в Тилігул. В межах Березівки, щоб запобігти пересиханню, зроблено декілька каскадів, заглиблено і розчищено.

## Розташування
Тартакай бере початок на північний схід від села Новогригорівки. Тече спершу на південний схід, у середній та нижній течії — на південь. Впадає до Тилігулу біля південної околиці міста Березівки. 
Річка протікає через місто Березівку.